# Collectors Box Set
Collectors Box Set es una caja recopilatoria de la banda finlandesa Apocalyptica, que contiene en la misma diverso material ya publicado previamente, en concreto dos álbumes de estudio y un DVD. Además, incluye un póster. Salió al mercado el 30 de junio de 2003.

## Contenido

### Del álbumInquisition Symphony(1998)
1. "Harmageddon" - 4:56
2. "From Out of Nowhere" - 3:11
3. "For Whom the Bell Tolls" - 3:12
4. "Nothing Else Matters" - 4:45
5. "Refuse/Resist" - 3:13
6. "M.B." - 3:59
7. "Inquisition Symphony" - 4:57
8. "Fade to Black" - 5:01
9. "Domination" - 3:32
10. "Toreador" - 4:22
11. "One" - 5:44

### Del álbumCult(2000)
1. "Path" - 3:06
2. "Struggle" - 3:27
3. "Romance" - 3:27
4. "Pray!" - 4:25
5. "In Memoriam" - 4:42
6. "Hyperventilation" - 4:25
7. "Beyond Time" - 3:58
8. "Hope" - 3:25
9. "Kaamos" - 4:45
10. "Coma" - 6:58
11. "The Hall of the Mountain King" - 3:29
12. "Until it Sleeps" - 3:14
13. "Fight Fire With Fire" - 3:25

### Del álbum en directoLive(2001)
| Concierto 1. "For Whom the Bell Tolls" - 6:00 2. "M.B." - 2:07 3. "Creeping Death" - 4:21 4. "Nothing Else Matters" - 5:39 5. "Harmageddon" - 5:46 6. "Fight Fire With Fire" - 3:13 7. "One" - 8:05 8. "Pray!" - 4:25 9. "Struggle" - 4:16 10. "Romance" - 3:45 11. "Refuse/Resist" - 4:27 12. "The Unforgiven" - 5:50 13. "Inquisition Symphony" - 5:31 14. "Master of Puppets" - 9:07 15. "Path" - 2:38 16. "Enter Sandman" - 4:53 17. "The Hall of the Mountain King" - 7:16 | Vídeos 1. "Path - 3:07 2. "Path Vol. 2" (con Sandra Nasić) - 3:25 3. "Harmageddon" - 3:59 4. "Nothing Else Matters" - 3:29 5. "Enter Sandman" - 3:37 6. "The Unforgiven" - 4:04 7. "Little Drummerboy" - 5:00 | Extras 1. Discografía 2. Fotografías 3. Biografía |